# 1976. évi nyári olimpiai játékok
Az 1976. évi nyári olimpiai játékokat, hivatalos nevén a XXI. nyári olimpiai játékokat 1976. július 17. és augusztus 1. között rendezték meg a kanadai Montréalban.
Montréalt 1970. május 12-én választotta ki a Nemzetközi Olimpiai Bizottság három pályázó közül.
A versenyeken kilencvenkét nemzet hatezer-nyolcvannégy sportolója vett részt.

## Érdekességek
- Az olimpiai költségvetés a duplájára emelkedett. 16 000 rendőr gondoskodott a biztonságról.
- Politikai okokból 22 afrikai ország bojkottálta a játékokat.
- Az olimpián Kanada öt ezüst- és hat bronzérmet szerzett, aranyérmet azonban egyet sem. 1976-ig nem volt példa a nyári olimpiák történetében, hogy a rendező ország nem nyert aranyérmet.
- Úszásban huszonegy világrekord született. A sportág dinamikus fejlődésére jellemző, hogy tizenkét úszószámban a müncheni olimpia aranyérmesei győztes időeredményükkel Montréalban a döntőbe sem tudtak volna kerülni.
- A tizenöt éves Nadia Comăneci öt nap alatt hétszer kapott maximális tíz pontot gyakorlatára. A román tornásznő az olimpián három arany-, egy ezüst- és egy bronzérmet nyert.
- Az olimpia legeredményesebb úszónője, Kornelia Ender négy arany- és egy ezüstérmet nyert. Egyéni bajnoki címei közül kettőt – a 100 méter pillangóúszást és a 200 méter gyorsúszást – úgy nyerte meg, hogy a két szám döntője között nem telt el harminc perc sem. A német úszónő az utóbbi számban világcsúcsot úszva diadalmaskodott.
- 1948-ban Londonban Németh Imre kalapácsvetésben szerzett aranyérmet, fia, Németh Miklós gerelyhajításban világcsúccsal győzött.
- 1952-ben és 1956-ban nyert aranyérmet ifjabb Szívós István édesapja, a fia ezen az olimpián követte édesapját az olimpiai bajnokok halhatatlanságának útján.

## Részt vevő nemzetek
Vastagítással kiemelve azok a nemzetek, amelyek első alkalommal vettek részt nyári olimpián. Egyiptom, Kamerun, Marokkó és Tunézia a 4. naptól csatlakozott az afrikai országok bojkottjához, és nem vett részt a versenyeken.
- Amerikai Virgin-szigetek (ISV) (21 – 19 férfi, 2 nő)
- Andorra (AND) (3 – 3 férfi)
- Antigua (ANT) (10 – 10 férfi)
- Argentína (ARG) (69 – 65 férfi, 4 nő)
- Ausztrália (AUS) (180 – 146 férfi, 34 nő)
- Ausztria (AUT) (60 – 54 férfi, 6 nő)
- Bahama-szigetek (BAH) (11 – 10 férfi, 1 nő)
- Barbados (BAR) (11 – 9 férfi, 2 nő)
- Belgium (BEL) (101 – 75 férfi, 26 nő)
- Belize (BIZ) (4 – 4 férfi)
- Bermuda (BER) (16 – 15 férfi, 1 nő)
- Bolívia (BOL) (4 – 4 férfi)
- Brazília (BRA) (79 – 72 férfi, 7 nő)
- Bulgária (BUL) (158 – 105 férfi, 53 nő)
- Chile (CHI) (7 – 7 férfi)
- Costa Rica (CRC) (5 – 4 férfi, 1 nő)
- Csehszlovákia (TCH) (163 – 125 férfi, 38 nő)
- Dánia (DEN) (66 – 56 férfi, 10 nő)
- Dél-Korea (KOR) (50 – 38 férfi, 12 nő)
- Dominikai Köztársaság (DOM) (10 – 9 férfi, 1 nő)
- Ecuador (ECU) (5 – 5 férfi)
- Egyesült Államok (USA) (396 – 278 férfi, 118 nő)
- Egyiptom (EGY) (26 – 26 férfi)
- Elefántcsontpart (CIV) (8 – 7 férfi, 1 nő)
- Észak-Korea (PRK) (38 – 36 férfi, 2 nő)
- Fidzsi-szigetek (FIJ) (2 – 1 férfi, 1 nő)
- Finnország (FIN) (83 – 77 férfi, 6 nő)
- Franciaország (FRA) (206 – 177 férfi, 29 nő)
- Fülöp-szigetek (PHI) (14 – 13 férfi, 1 nő)
- Görögország (GRE) (36 – 34 férfi, 2 nő)
- Guatemala (GUA) (28 – 26 férfi, 2 nő)
- Haiti (HAI) (13 – 10 férfi, 3 nő)
- Holland Antillák (AHO) (4 – 4 férfi)
- Hollandia (NED) (108 – 72 férfi, 36 nő)
- Honduras (HON) (3 – 3 férfi)
- Hongkong (HKG) (25 – 23 férfi, 2 nő)
- India (IND) (26 – 26 férfi)
- Indonézia (INA) (7 – 5 férfi, 2 nő)
- Irán (IRI) (84 – 80 férfi, 4 nő)
- Írország (IRL) (44 – 41 férfi, 3 nő)
- Izland (ISL) (13 – 9 férfi, 4 nő)
- Izrael (ISR) (26 – 24 férfi, 2 nő)
- Jamaica (JAM) (20 – 11 férfi, 9 nő)
- Japán (JPN) (213 – 153 férfi, 60 nő)
- Jugoszlávia (YUG) (88 – 83 férfi, 5 nő)
- Kajmán-szigetek (CAY) (2 – 2 férfi)
- Kamerun (CMR) (4 – 4 férfi)
- Kanada (CAN) (385 – 261 férfi, 124 nő) (Rendező)
- Kolumbia (COL) (35 – 32 férfi, 3 nő)
- Kuba (CUB) (156 – 132 férfi, 24 nő)
- Kuvait (KUW) (15 – 15 férfi)
- Lengyelország (POL) (207 – 180 férfi, 27 nő)
- Libanon (LIB) (3 – 3 férfi)
- Liechtenstein (LIE) (6 – 4 férfi, 2 nő)
- Luxemburg (LUX) (8 – 8 férfi)
- Magyarország (HUN) (178 – 124 férfi, 54 nő)
- Marokkó (MAR) (9 – 9 férfi)
- Malajzia (MAS) (23 – 23 férfi)
- Mexikó (MEX) (97 – 92 férfi, 5 nő)
- Monaco (MON) (8 – 8 férfi)
- Mongólia (MGL) (32 – 30 férfi, 2 nő)
- Nagy-Britannia (GBR) (242 – 176 férfi, 66 nő)
- NDK (GDR) (267 – 154 férfi, 113 nő)
- NSZK (FRG) (290 – 233 férfi, 57 nő)
- Nepál (NEP) (1 – 1 férfi)
- Nicaragua (NCA) (15 – 15 férfi)
- Norvégia (NOR) (66 – 60 férfi, 6 nő)
- Olaszország (ITA) (210 – 183 férfi, 27 nő)
- Pakisztán (PAK) (24 – 24 férfi)
- Panama (PAN) (8 – 7 férfi, 1 nő)
- Pápua Új-Guinea (PNG) (6 – 6 férfi)
- Paraguay (PAR) (4 – 4 férfi)
- Peru (PER) (13 – 13 nő)
- Portugália (POR) (19 – 19 férfi)
- Puerto Rico (PUR) (80 – 73 férfi, 7 nő)
- Románia (ROU) (157 – 103 férfi, 54 nő)
- San Marino (SMR) (10 – 8 férfi, 2 nő)
- Spanyolország (ESP) (113 – 103 férfi, 10 nő)
- Suriname (SUR) (3 – 3 férfi)
- Svájc (SUI) (50 – 47 férfi, 3 nő)
- Svédország (SWE) (116 – 99 férfi, 17 nő)
- Szaúd-Arábia (KSA) (14 – 14 férfi)
- Szenegál (SEN) (22 – 20 férfi, 2 nő)
- Szingapúr (SIN) (4 – 3 férfi, 1 nő)
- Szovjetunió (URS) (410 – 285 férfi, 125 nő)
- Thaiföld (THA) (42 – 39 férfi, 3 nő)
- Trinidad és Tobago (TRI) (13 – 13 férfi)
- Törökország (TUR) (27 – 26 férfi, 1 nő)
- Tunézia (TUN) (15 – 14 férfi, 1 nő)
- Új-Zéland (NZL) (80 – 71 férfi, 9 nő)
- Uruguay (URU) (9 – 7 férfi, 2 nő)
- Venezuela (VEN) (32 – 23 férfi, 9 nő)

## Olimpiai versenyszámok
Az olimpia hivatalos programjában huszonegy sportág összesen huszonhárom szakágának 198 versenyszáma szerepelt. A versenyszámok száma az egyes szakágakban a következő:
| Versenyszámok az 1976. évi nyári olimpiai játékokon |        |        |        |        |        |        |          |
| Sportág, szakág                                     | Egyéni | Egyéni | Egyéni | Csapat | Csapat | Csapat |          |
| Sportág, szakág                                     | férfi  | női    | nyílt  | férfi  | női    | nyílt  | összesen |
| Atlétika                                            | 21     | 12     | 0      | 2      | 2      | 0      | 37       |
| Birkózás                                            | 20     | 0      | 0      | 0      | 0      | 0      | 20       |
| Cselgáncs                                           | 6      | 0      | 0      | 0      | 0      | 0      | 6        |
| Evezés                                              | 1      | 1      | 0      | 7      | 5      | 0      | 14       |
| Gyeplabda                                           | 0      | 0      | 0      | 1      | 0      | 0      | 1        |
| Íjászat                                             | 1      | 1      | 0      | 0      | 0      | 0      | 2        |
| Kajak–kenu                                          | 4      | 1      | 0      | 5      | 1      | 0      | 11       |
| Kerékpározás                                        | 4      | 0      | 0      | 2      | 0      | 0      | 6        |
| Kézilabda                                           | 0      | 0      | 0      | 1      | 1      | 0      | 2        |
| Kosárlabda                                          | 0      | 0      | 0      | 1      | 1      | 0      | 2        |
| Labdarúgás                                          | 0      | 0      | 0      | 1      | 0      | 0      | 1        |
| Lovaglás                                            | 0      | 0      | 3      | 0      | 0      | 3      | 6        |
| Műugrás                                             | 2      | 2      | 0      | 0      | 0      | 0      | 4        |
| Ökölvívás                                           | 11     | 0      | 0      | 0      | 0      | 0      | 11       |
| Öttusa                                              | 1      | 0      | 0      | 1      | 0      | 0      | 2        |
| Röplabda                                            | 0      | 0      | 0      | 1      | 1      | 0      | 2        |
| Sportlövészet                                       | 0      | 0      | 7      | 0      | 0      | 0      | 7        |
| Súlyemelés                                          | 9      | 0      | 0      | 0      | 0      | 0      | 9        |
| Torna                                               | 7      | 5      | 0      | 1      | 1      | 0      | 14       |
| Úszás                                               | 11     | 11     | 0      | 2      | 2      | 0      | 26       |
| Vitorlázás                                          | 1      | 0      | 0      | 5      | 0      | 0      | 6        |
| Vízilabda                                           | 0      | 0      | 0      | 1      | 0      | 0      | 1        |
| Vívás                                               | 3      | 1      | 0      | 3      | 1      | 0      | 8        |
|                                                     |        |        |        |        |        |        |          |
| Összesen                                            | 102    | 34     | 10     | 34     | 15     | 3      | 198      |

## Éremtáblázat
| Az 1976. évi nyári olimpiai játékok éremtáblázatának első tíz helyezettje | Az 1976. évi nyári olimpiai játékok éremtáblázatának első tíz helyezettje | Az 1976. évi nyári olimpiai játékok éremtáblázatának első tíz helyezettje | Az 1976. évi nyári olimpiai játékok éremtáblázatának első tíz helyezettje | Az 1976. évi nyári olimpiai játékok éremtáblázatának első tíz helyezettje | Olimpia  |
| ------------------------------------------------------------------------- | ------------------------------------------------------------------------- | ------------------------------------------------------------------------- | ------------------------------------------------------------------------- | ------------------------------------------------------------------------- | -------- |
|                                                                           | Ország                                                                    | Arany                                                                     | Ezüst                                                                     | Bronz                                                                     | Összesen |
| 1.                                                                        | Szovjetunió (URS)                                                         | 49                                                                        | 41                                                                        | 35                                                                        | 125      |
| 2.                                                                        | NDK (GDR)                                                                 | 40                                                                        | 25                                                                        | 25                                                                        | 90       |
| 3.                                                                        | Egyesült Államok (USA)                                                    | 34                                                                        | 35                                                                        | 25                                                                        | 94       |
| 4.                                                                        | NSZK (FRG)                                                                | 10                                                                        | 12                                                                        | 17                                                                        | 39       |
| 5.                                                                        | Japán (JPN)                                                               | 9                                                                         | 6                                                                         | 10                                                                        | 25       |
| 6.                                                                        | Lengyelország (POL)                                                       | 7                                                                         | 6                                                                         | 13                                                                        | 26       |
| 7.                                                                        | Bulgária (BUL)                                                            | 6                                                                         | 9                                                                         | 7                                                                         | 22       |
| 8.                                                                        | Kuba (CUB)                                                                | 6                                                                         | 4                                                                         | 3                                                                         | 13       |
| 9.                                                                        | Románia (ROU)                                                             | 4                                                                         | 9                                                                         | 14                                                                        | 27       |
| 10.                                                                       | Magyarország (HUN)                                                        | 4                                                                         | 5                                                                         | 13                                                                        | 22       |
|                                                                           |                                                                           |                                                                           |                                                                           |                                                                           |          |
| Összesen                                                                  | Összesen                                                                  | 198                                                                       | 199                                                                       | 216                                                                       | 613      |

## Magyar részvétel
Az olimpián százhetvennyolc sportoló képviselte Magyarországot. A megnyitóünnepségen a magyar zászlót Kamuti Jenő tőröző vitte. A legeredményesebb magyarországi sportoló, Tordasi Ildikó vívó egy arany- és egy bronzérmet nyert. A magyar csapat névsorát lásd az 1976. évi nyári olimpia magyarországi résztvevőinek listája szócikkben.
Az olimpián a magyarországi sportolók 22 érmet – 4 arany- 5 ezüst- és 13 bronzérmet – nyertek. Magyarország a montreali olimpia előtt utoljára az 1924. évi nyári olimpiai játékokon nyert ötnél kevesebb bajnoki címet.
A magyar csapat 14 sportágban, illetve szakágban összesen 163 olimpiai pontot szerzett. Ez 63 ponttal kevesebb, mint az előző, 1972. évi nyári olimpiai játékokon elért eredmény.
A magyar csapat szerepléséről részletesen lásd a Magyarország az 1976. évi nyári olimpiai játékokon szócikket.

## Közvetítések
A játékokat ezúttal is helyszínről közvetítette a Magyar Rádió és a Magyar Televízió, utóbbi első alkalommal színesben.